# Christian Freund
Christian Freund (* 1990 in Lüdenscheid) ist ein deutscher Schauspieler.

## Leben und Wirken
Freund schloss ein Masterstudium der Germanistik (Neuere deutsche Literatur und Linguistik) an der Ruhr-Universität Bochum ab und studierte anschließend Schauspiel an der Hochschule für Musik und Theater „Felix Mendelssohn Bartholdy“ Leipzig. Während des Studiums spielte er in Theaterproduktionen u. a. am Rottstraße 5 Theater in Bochum, am Berliner Arbeiter-Theater, am TJG Dresden, an der Folkwang UdK und am Schauspielhaus Bochum.
Von 2015 bis 2017 war er Mitglied des Schauspielstudios des Staatsschauspiels Dresden, spielte dort u. a. in Hamlet (Regie: Roger Vontobel) und inszenierte an der Bürgerbühne. Die Studioinszenierung Michael Kohlhaas (Regie: Philipp Lux) wurde auf dem Istropolitana Festival 2016 in Bratislava mit 4 Preisen ausgezeichnet u. a. mit dem Hauptpreis des Festivals. In der Spielzeit 2016/17 war er zusätzlich Gast am Schauspiel Dortmund und spielte u. a. beim Theatertreffen der Berliner Festspiele 2017 Die Borderline Prozession (Regie: Kay Voges). Von 2017 bis 2020 war Freund Ensemblemitglied am Schauspiel Dortmund.
2019 war er mit Das Internat (Regie: Ersan Mondtag) erneut zum Theatertreffen der Berliner Festspiele eingeladen, sowie mit Der Theatermacher (Regie: Kay Voges) zum NRW-Theatertreffen, wo die Inszenierung mit dem Jugendjury-Preis ausgezeichnet wurde.
Seit der Spielzeit 2020/21 ist Freund festes Ensemblemitglied am Theater Bremen.
Er arbeitete bisher u. a. mit Pınar Karabulut, Armin Petras, Alize Zandwijk, Kay Voges, Sascha Hawemann, minus.eins, Elsa-Sophie Jach, Thorleifur Örn Arnarsson, Rainald Grebe, Wolfgang Engel, Antigone Akgün, Schorsch Kamerun, Jörg Buttgereit, Sapir Heller, Paolo Magelli, Ersan Mondtag, Holk Freytag, Gordon Kämmerer und Johannes Lepper.
Neben dem Theater wirkt Freund auch als Sprecher, Regisseur, dreht für Film und Fernsehen und leitet seit Anfang 2022 das Rabbit Hole Theater in Essen. Sein Kurzfilm „Threshold“ wurde 2017 zu den 70. Internationalen Filmfestspielen von Cannes eingeladen.

## Theaterrollen (Auswahl)
- 2015/16: Al-Hafi, ein Derwisch, in Nathan der Weise von G. E. Lessing (Regie: Wolfgang Engel), Staatsschauspiel Dresden
- 2016/17: Die Borderline Prozession - ein Loop um das, was uns trennt von Kay Voges, Dirk Baumann und Alexander Kerlin (Regie: Kay Voges), Schauspiel Dortmund[7]
- 2017/18: Ferruchio, in Der Theatermacher von Thomas Bernhard (Regie: Kay Voges), Schauspiel Dortmund[8]
- 2018/19: Rock Hammond, in Im Studio hört dich niemand schreien von Jörg Buttgereit und Anne-Kathrin Schulz (Regie: Jörg Buttgereit), Schauspiel Dortmund[9]
- 2018/19: Eilert Lövborg, in Hedda Gabler von Henrik Ibsen (Regie: Jan Friedrich), Schauspiel Dortmund
- 2018/19: Damis, in Tartuffe von Moliere (Regie: Gordon Kämmerer), Schauspiel Dortmund
- 2018/19: Unsere Herzkammer von Rainald Grebe (Regie: Rainald Grebe), Schauspiel Dortmund
- 2018/19: Im Irrgarten des Wissens (Regie: Thorleifur Örn Arnarsson), Schauspiel Dortmund[10]
- 2019/20: Kirillow, in Dämonen von Fjodor Dostojewski (Regie: Sascha Hawemann), Schauspiel Dortmund
- 2019/20: Konstantin Gavrilovič Treplev, in Play:Möwe/Abriss einer Reise (Regie: Kay Voges), Schauspiel Dortmund
- 2020/21: Yves, in Düsterer Spatz am Meer / Hybrid (America) von Fritz Kater (Regie: Armin Petras), Theater Bremen
- 2021/22: Sylvester, in Milchwald von Fritz Kater (Regie: Armin Petras), Theater Bremen
- 2022/23: Merlin, in King Arthur von Henry Purcell (Regie: Schorsch Kamerun), Theater Bremen